# Michael Kostka (piłkarz)
Michael Kostka (ur. 13 grudnia 2003 w Hanowerze) – polsko-niemiecki piłkarz występujący na pozycji prawego obrońcy lub prawego pomocnika w niemieckim klubie Rot-Weiss Essen. Dorosłą piłkę zaczą w polskim klubie Miedź Legnica. Wychowanek Hannoveru 96 oraz RB Lipsk. Młodzieżowy reprezentant Polski oraz Niemiec.